# Цони Механджиоглу
Цони Гергев Механджиоглу (1843-1905), роден в Дряновец, област Разград, местен първенец, посочен за участник на Учредителното народно събрание в Търново през 1879 г. Името му обаче липсва в окончателния списък на 231-те депутати.